# Je vous aime très beaucoup
Je vous aime très beaucoup è un film del 2010 diretto da Philippe Locquet.

## Trama
Quando la madre che non hanno mai conosciuto muore, tre fratellastri rispettivamente di 8, 15 e 17 anni - P'tit, Marty e Paul -  cresciuti in modi diversi, si incontrano per la prima volta. Trascorrono le lunghe vacanze estive con "Nonna", la loro nonna creola e iniziano a condividere segreti, scherzi, avventure e prime esperienze insieme.

## Distribuzione
Il film è stato distribuito nei cinema francesi dalla Jour2Fête il 7 luglio 2010.